# Hrabstwo Montgomery (Georgia)

Piramida wieku hrabstwa

Hrabstwo Montgomery – hrabstwo w USA, w stanie Georgia. Jego siedzibą administracyjną jest Mount Vernon.

## Miejscowości
- Ailey
- Alston
- Higgston
- Mount Vernon
- Tarrytown
- Uvalda

## Sąsiednie hrabstwa
- Hrabstwo Treutlen (północ)
- Hrabstwo Toombs (wschód)
- Hrabstwo Jeff Davis (południe)
- Hrabstwo Wheeler (zachód)

## Demografia
Według spisu z 2020 roku liczy 8610 mieszkańców, co oznacza spadek o 5,6% w porównaniu z poprzednim spisem z roku 2010. Według danych pięcioletnich z 2021 roku 70,8% to biali (64,3% nie licząc Latynosów), 26,4% czarnoskórzy lub Afroamerykanie, 1,9% miało rasę mieszaną, 0,7% Azjaci i 0,1% to rdzenna ludność Ameryki. Latynosi stanowili 7,8% populacji hrabstwa.

## Polityka
Hrabstwo jest silnie republikańskie, gdzie w wyborach prezydenckich w 2020 roku, 74,6% głosów otrzymał Donald Trump i 24,7% przypadło dla Joe Bidena.

## Galeria

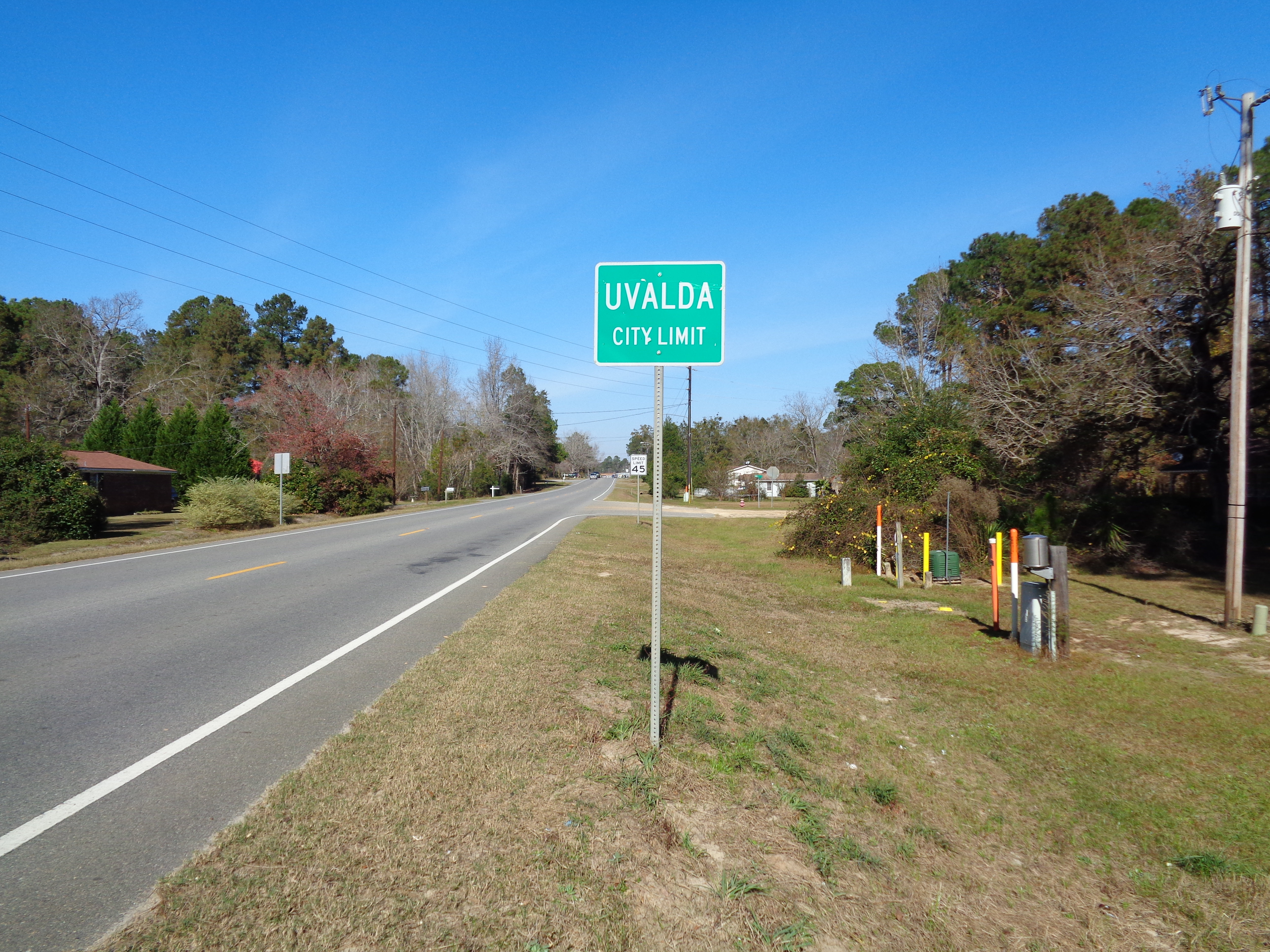
Uvalda
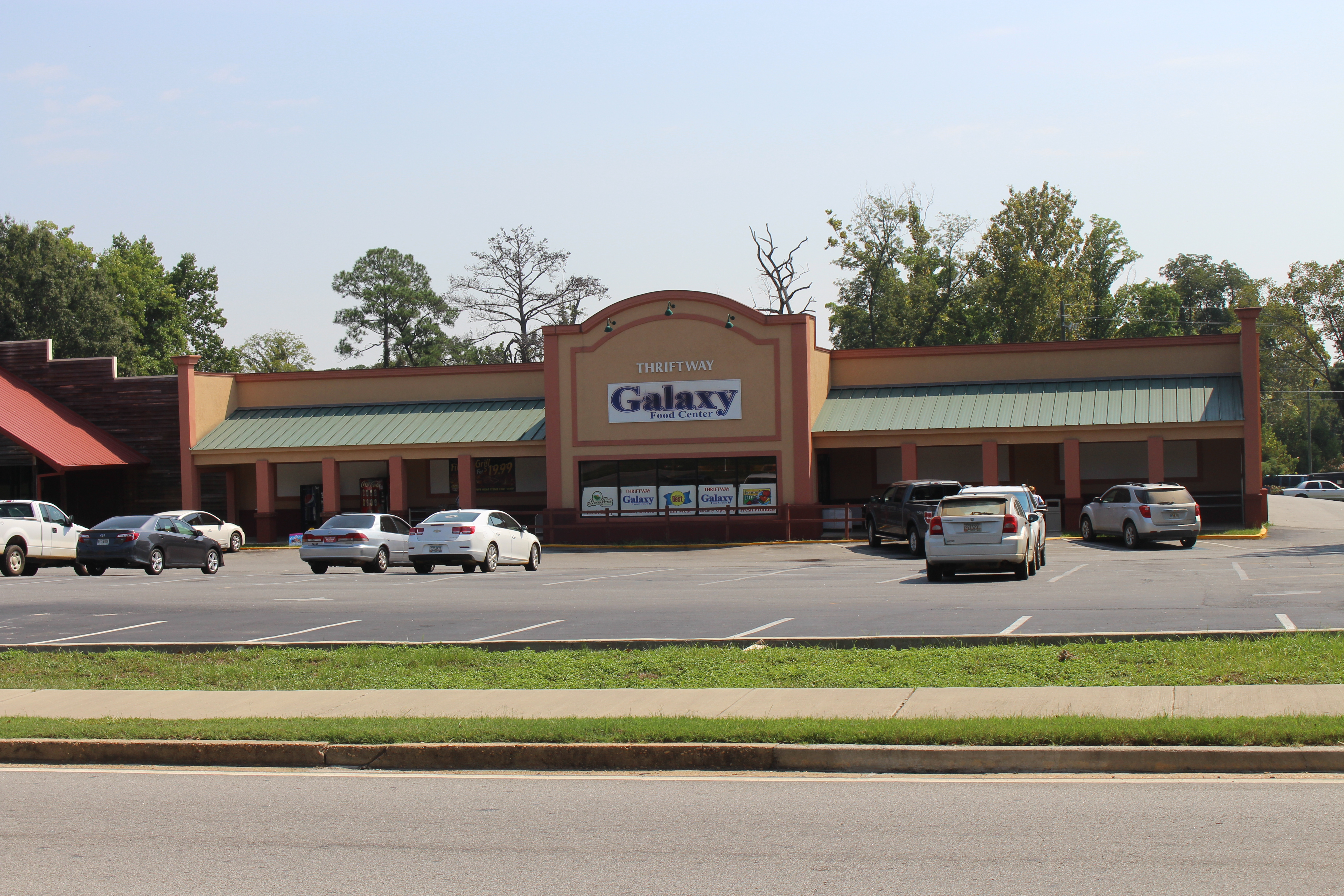
Sklep spożywczy w Mt. Vernon
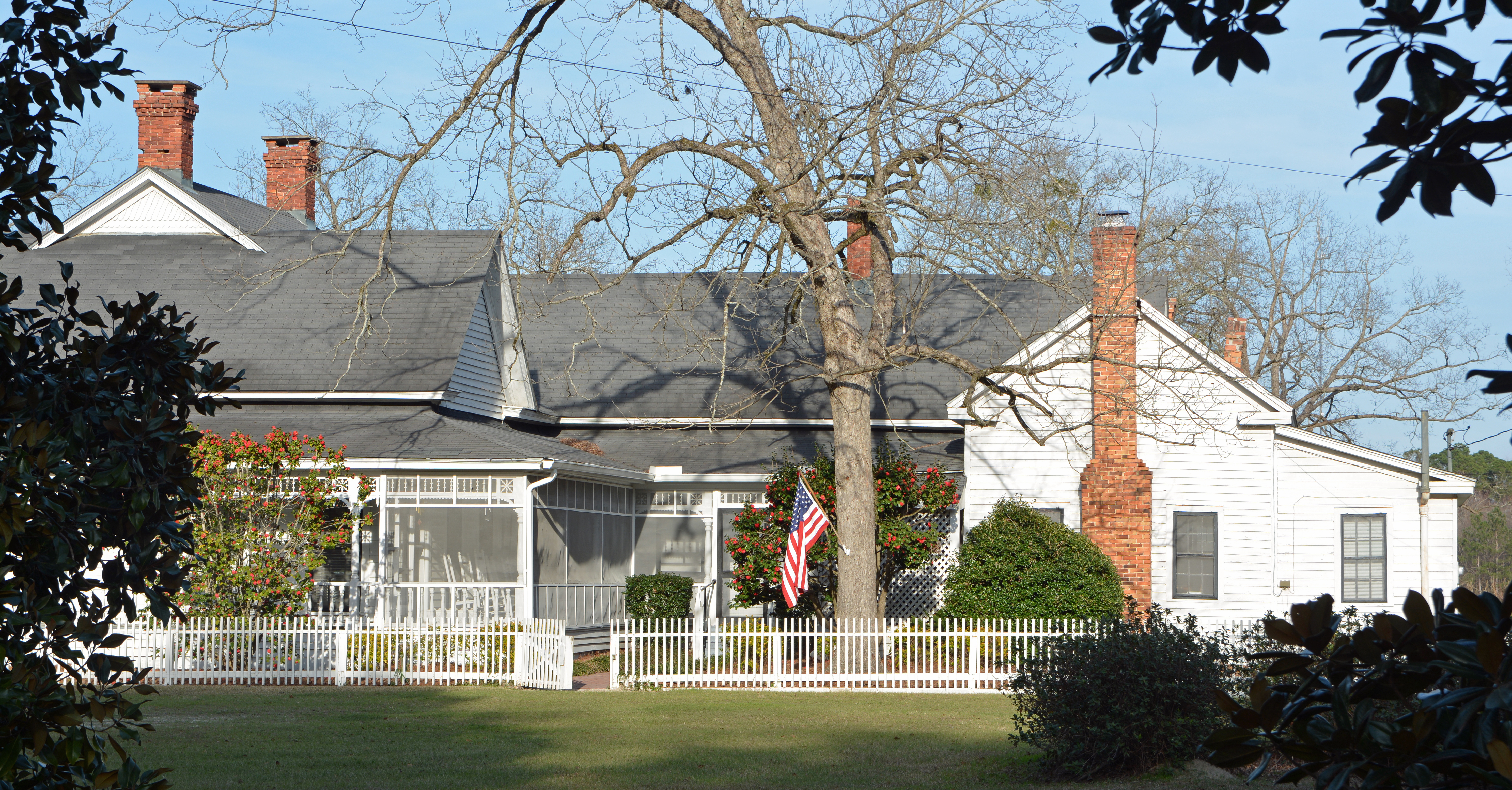
Zabytkowy dom wiejski
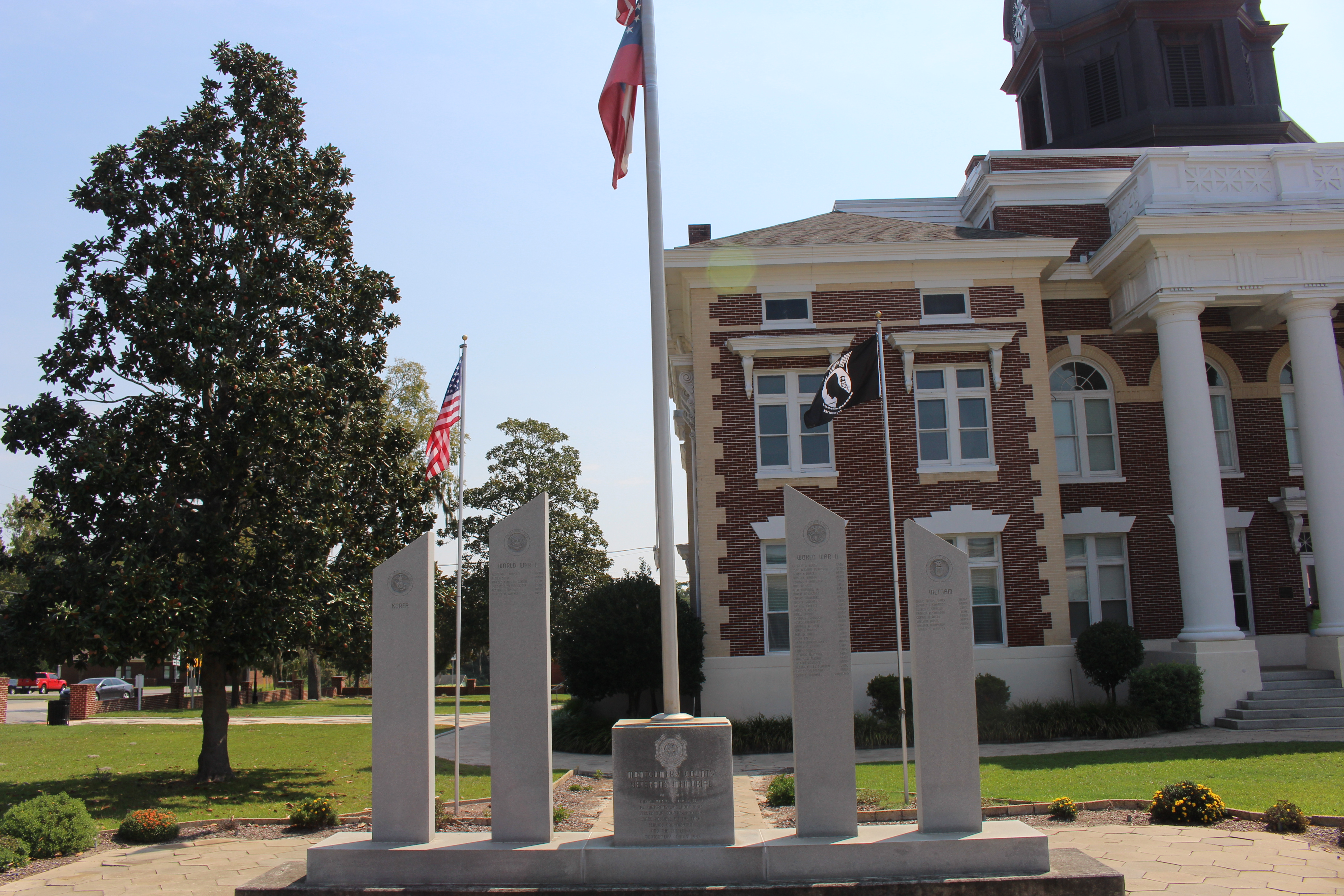
Mt. Vernon